# Eva von Redecker
Eva von Redecker (Kiel, 1982) é uma filósofa, autora e jornalista alemã. Os seus temas de investigação situam-se na interface entre a teoria crítica e a filosofia feminista. As suas publicações lidam com propriedade, transformação social, e com a relação entre estrutura, agência e julgamento moral.

## Percurso
Eva von Redecker passou a sua infância na quinta biológica dos pais, tendo de seguida estudado filosofia, alemão e história em Kiel, Tübingen, Cambridge e Potsdam.
De 2009 a 2019, von Redecker foi assistente de pesquisa na cadeira de Filosofia Prática/Filosofia Social da Universidade Humboldt de Berlim. A partir de 2017, participou da criação do Centro de Humanidades e Transformação Social como Diretora Adjunta. De 2013 a 2014 foi Investigadora Convidada no Instituto Filosófico da Universidade de Cambridge (Reino Unido), tendo tido como mentor Raymond Geuss. Em 2015-2016, von Redecker lecionou um semestre como Professora Convidada na New School for Social Research em Nova Iorque. No final de 2020, foi titular de uma bolsa Marie Skłodoska-Curie na Universidade de Verona para se debruçar sobre o autoritarismo nesse contexto. Eva von Redecker é ainda membra associada do Centro de Estudos Transdisciplinares de Género da Universidade Humboldt de Berlim.

## Publicações
- Zur Aktualität von Judith Butler. Eine Einleitung in ihr Werk (em alemão). Wiesbaden: VS Verlag. 2011. ISBN 978-3-531-16433-5
- Gravitation zum Guten. Hannah Arendts Moralphilosophie (em alemão). Berlim: Lukas Verlag. 2013. ISBN 978-3-86732-166-2
- Praxis und Revolution. Eine Sozialtheorie radikalen Wandels (em alemão). Frankfurt am Main: Campus. 2018. ISBN 978-3-593-44016-3
- Praxis and Revolution. A Theory of Social Transformation (em inglês). Nova Iorque: Columbia University Press. 2021. ISBN 978-0-231-19823-3
- Revolution für das Leben. Philosophie der neuen Protestformen (em alemão). Frankfurt am Main: S. Fischer. 2020. ISBN 978-3-10-397048-7
- Révolution pour la vie. Philosophie des nouvelles formes de contestation (em francês). Paris: Payot. 2021. ISBN 978-2-228-92865-6
- Göpel, Maja; von Redecker, Eva (2022). Schöpfen und Erschöpfen (em alemão). Berlim: Matthes & Seitz. ISBN 978-3-7518-0546-9